# 鶴岡市ケーブルテレビジョン
鶴岡市ケーブルテレビジョン（つるおかしケーブルテレビジョン）は、山形県鶴岡市直営のケーブルテレビ局である。
旧櫛引町が1996年（平成8年）4月に開局した櫛引ケーブルテレビジョン（くしびきケーブルテレビジョン）の施設を引き継いでいる。町が2005年（平成17年）に鶴岡市の一部になってからも引き続き櫛引ケーブルテレビの名称で運営されていたが、旧朝日村地域もサービスエリアになるのに合わせて鶴岡市ケーブルテレビに変更された。
略称（愛称）のKCTは櫛引ケーブルテレビ時代から使われていたもので、鶴岡市ケーブルテレビへの名称変更後にも引き続き用いている。

## 所在地
- 山形県鶴岡市上山添字文栄60

## サービスエリア
- 山形県鶴岡市の一部（旧櫛引町地域および旧朝日村地域）

## 主な放送チャンネル

### テレビ局
| デジタル  | 放送局           |
| --------- | ---------------- |
| TV011-012 | NHK山形総合      |
| TV021-023 | NHK山形Eテレ     |
| TV041-042 | 山形放送         |
| TV051-053 | 山形テレビ       |
| TV061-062 | テレビユー山形   |
| TV081-082 | さくらんぼテレビ |

- さくらんぼテレビ開局前には、アナログ9chで秋田テレビの区域外再放送を実施していた。
- 2007年（平成19年）12月現在、引込み線も含めて光ファイバーに張り替える工事が行われている。これに伴い、BSデジタル放送の試験放送が開始されている。『広報つるおか櫛引版』2007年12月号 (PDF) [リンク切れ]によれば、直接BSデジタルチューナーで受信できる方式である。